# Посольство США в Таджикистане
Посольство Соединённых Штатов Америки в Таджикистане (англ. Embassy of the United States in Tajikistan, тадж. Сафорати Иёлоти Муттаҳидаи Амрико дар Тоҷикистон) — дипломатическая миссия Соединённых Штатов Америки в Республике Таджикистан. Посольство находится в столице Таджикистана, городе Душанбе.

## История
Соединённые Штаты признали независимость Таджикистана 25 декабря 1991 года, после распада Советского Союза. Дипломатические отношения между двумя странами были установлены 19 февраля 1992 года. В марте 1992 года в Душанбе открылось посольство США во главе со временным поверенным в делах США Эдмундом Маквильямсом, в отеле «Авесто». Первый посол США в Таджикистане Стэнли Эскудеро был назначен в августе 1992 года, и вручил верительные грамоты в марте 1993 года Председателю Верховного Совета Республики Таджикистана Эмомали Рахмонову.
25 октября 1992 года, через шесть дней после прибытия посла Эскудеро, американское посольство в Таджикистане было временно закрыто, а весь персонал был эвакуирован из-за гражданской войны в Таджикистане. 11 марта 1993 года посольство вновь возобновило свою работу.
В 1998 году, после взрывов американских посольств в Африке, американский персонал посольства в Душанбе был временно переведён в Алматы, Казахстан, в связи с повышенными стандартами безопасности посольства. В период 1998—2006 годов посольство США работало в резиденции посла на улице Павлова и десятки американских сотрудников делили своё время между Алматы и Душанбе. Вскоре, 28 июня 2006 года американский персонал переехал в новый специально построенный комплекс посольства США в Душанбе.
Посольство США в Душанбе включает в себя: консульский отдел, отдел по связям с общественностью, отдел по политическим и экономическим вопросам, бюро госдепартамента США по борьбе с наркотиками и охране правопорядка, отдел экспортного контроля и безопасности границ, отдел военного сотрудничества, отдел военного атташе, региональный офис безопасности, миссию Агентства США по международному развитию.

## Послы
- Эдмунд Маквильямс в.п. (1992)
- Стэнли Эскудеро (1992—1995)
- Р. Грант Смит (1995—1998)
- Роберт Финн (1998—2001)
- Франклин Хаддл (2001—2003)
- Ричард Хоугланд (2003—2006)
- Трейси Энн Джейкобсон (2006—2009)
- Кеннет Гросс (2009—2012)
- Сьюзен Эллиотт (2012—2015)
- Элизабет Миллард (2016—2017)
- Кевин Коверт в.п. (2017—2019)
- Джон Поммершайм (2019—2022)
- Мануэль Микаллер (2023 — наст. время)